# Novo Horizonte (Santa Catarina)
Novo Horizonte es un municipio brasileño del estado de Santa Catarina. Tiene una población estimada al 2022 de 2 643 habitantes.

## Toponimia
Novo Horizonte viene del Portugués para "Nuevo horizonte".

## Historia
La colonización del territorio de Novo Horizonte comenzó a principios del Siglo XX, cuando era conocida como Pito Aceso. Las primeras familias se dedicaron a la agricultura y la madera. Posteriormente, cambió su nombre a Santa Lúcia. Al pasar a distrito, adoptó el nombre de Novo Horizonte.
Se emancipó de São Lourenço do Oeste el 9 de enero de 1992.